# Vetrarmorgun
Vetrarmorgun (Vintermorgen) er en færøsk kortfilm fra 2013, som Sakaris Stórá har instrueret og skrevet manuskript til. Filmen blev indbudt til Europas største filmfestival Berlinalen (Berlin International Filmfestival), hvor den blev vist 7 gange i februar 2014. Sakaris og Ingun í Skrivarastovu, som producerede filmen, samt de to piger, som spillede hovedrollerne i filmen: Armgarð G. Mortensen og Helena Heðinsdóttir var alle med til filmfestivalen i Berlin.
Filmen blev nomineret til tre priser, en af disse var Teddy Award, som er en pris, der gives til en film, som belyser em er som LGBT arbejer for. Et af emnerne som behandles i filmen er nemlig homoseksualitet. Sakaris Stórá sagde i et interview med Philipp Schmidt fra Teddyaward.tv, at han nok ikke havde turdet at lave en film om dette emne 5-10 år tidligere, men nu turde han godt, da det var blevet mere accepteret at tale om dette emne nu på Færøerne. Filmen havde verdenspremiere i Sandurs bibliotek den 12. september 2013. Den blev også vist i Tjóðpallur Føroya i Thorshavn den 21. september 2013.
Den  14. februar 2014 vandt Vetrarmorgun en filmpris ved Berlinalen 2014, den vandt i kategorien The Special Prize of the Generation 14plus International Jury.

## Om filmen

### Længde
Filmen er 19 minutter lang.

### Skuespillere
- Armgarð G. Mortensen - Maria
- Helena Heðinsdóttir - Birita
- Erla Drós Simonsen - Andrea
- Jensina Olsen - moderen (stemme)
- Sissal Tókadóttir Dahl - Elin
- Rasmus Samuelsen - Dánjal

### Emne
Filmen handler om to unge teenage piger i  Færøerne, Maria og Birita, om kærlighed, venskab og homoseksualitet. 

### Musik
Mikael Blak har komponeret det meste af musikken,, Hanus G. Johansen har komponeret en af sangene.

### Sted
Sandoy, Færøerne

### Sprog
Færøsk